# Siegfried Schulz (General)

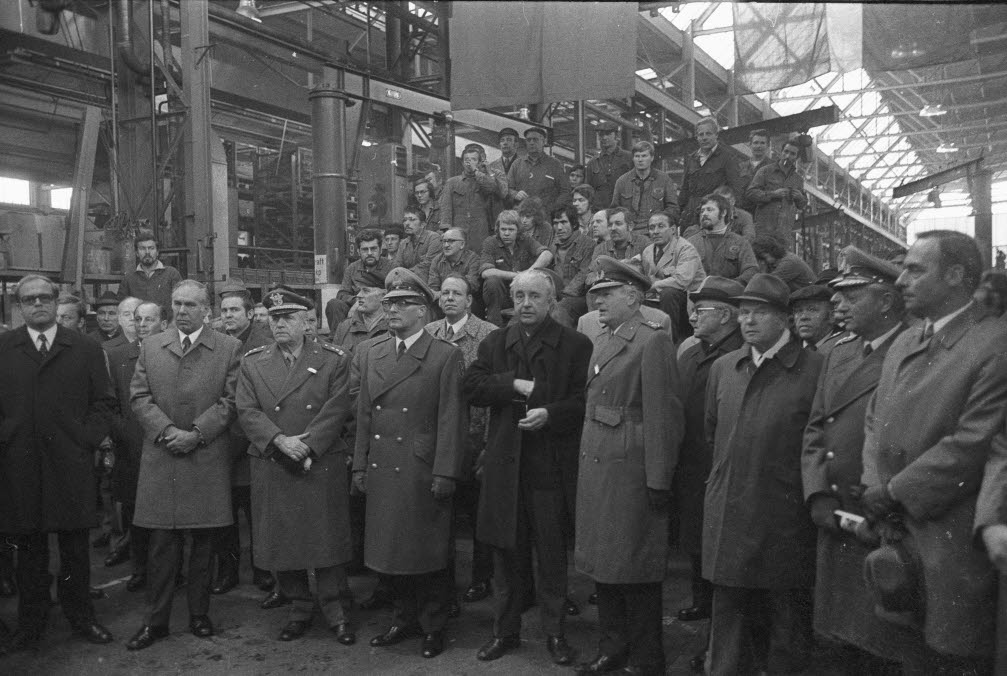
Generalleutnant Schulz (4. vo. re.) bei der Übergabe des ersten Brückenlegepanzers vom Typ Biber an die Bundeswehr in Kiel 1973

Siegfried Schulz (* 18. November 1914 in Schweinert, Kreis Schwerin (Warthe); † Oktober 1997 in Meckenheim) war ein Generalleutnant des Heeres der Bundeswehr.

## Leben
Schulz, Sohn eines Pastors, studierte 1933/34 zwei Semester Nationalökonomie an der Universität Kiel und der Ludwig-Maximilians-Universität München. Am 1. April 1934 trat er als Offizieranwärter beim Infanterie-Regiment 19 in München in die Reichswehr ein. Am 1. April 1936 wurde er zum Leutnant ernannt. Von Februar 1936 bis Dezember 1940 war Zugführer, Kompanieführer, Ordonnanzoffizier, Regiments-Adjutant und Kompaniechef in jenem Regiment mit Einsätzen in Polen, der Niederlande, Belgien und Frankreich. Von Dezember 1940 bis März 1942 war er Regiments-Adjutant im Infanterie-Regiment 207 in Russland (Lemberg, Kiew, Donez, Kaukasus) und von März bis Juni 1942 erster Ordonnanzoffizier im Stab der 97. Jäger-Division im Kaukasus. Von Juli bis November 1942 wer er Bataillonsführer des I. Bataillons des Infanterie-Regiments 55 in der Bretagne und von Dezember 1942 bis Juni 1942 zum Stab der 331. Infanterie-Division kommandiert, wo er in Russland in den Räumen Juchnow, Welisch und Newel diente. Von Juni bis September 1943 absolvierte er den 10. Generalstabslehrgang an der Kriegsakademie in Berlin, später in Bad Salzbrunn in Schlesien. Am 1. August 1943 wurde er zum Major im Generalstab befördert und war von November 1943 bis Januar 1944 zweiter Generalstabsoffizier (Ib) der 211. Infanterie-Division in den Räumen Dorogobusch, Newel und Wizebsk. Von Februar 1944 bis Februar 1945 war er zunächst Quartiermeister, später erster Generalstabsoffizier des XXIII. Armeekorps in den Räumen Brest-Litowsk, Narew und Westpreußen. Von Februar bis April 1945 war er Gruppenleiter in der Organisationsabteilung des Generalstabs des Heeres/Oberkommando des Heeres und von April bis Mai 1945 Generalstabsoffizier zur besonderen Verwendung beim Wehrmachtsführungsstab/Oberkommando der Wehrmacht.
Von Mai 1945 bis Dezember 1947 war Schulz in US-amerikanischer Kriegsgefangenschaft. Anschließend war er von Januar 1948 bis Oktober 1951 Volontär, Angestellter und Verlagsleiter beim Päd. Verlag B. Schulz in Hannover.
Im Oktober 1951 nahm er eine Tätigkeit als Gutachter und angestellter Referent im Amt Blank auf. In der Folge trat er am 1. November 1955 als Oberstleutnant in die Bundeswehr ein, wo er bis zunächst bis April 1957 Referent bei P III im Bundesministerium der Verteidigung (BMVg) in Bonn war. Anschließend war er von Mai 1957 bis Juni 1962 stellvertretender Chef des Stabes Policy und Plans im Supreme Headquarters Allied Powers Europe in Paris, vom 4. Juni 1962 bis September 1964 Chef des Stabes des III. Korps in Koblenz, von Oktober 1964 bis September 1966 Brigadekommandeur der Panzergrenadierbrigade 35 in Hammelburg, wo er am 10. Mai 1966 zum Brigadegeneral ernannt wurde, vom Oktober 1966 bis September 1968 Unterabteilungsleiter IV (Ausbildung) im Führungsstab des Heeres im BMVg, von Oktober 1968 bis März 1971 Divisionskommandeur der 10. Panzerdivision (anfangs 10. Panzergrenadierdivision) in Sigmaringen, wo er am 8. Oktober 1968 zum Generalmajor ernannt wurde, anschließend von April bis September 1971 stellvertretender Kommandierender General des III. Korps und zuletzt ab Oktober 1971 stellvertretender Inspekteur des Heeres. Am 1. Oktober 1971 wurde er zum Generalleutnant befördert und mit Ablauf des September 1974 wurde er in den Ruhestand versetzt.

## Auszeichnungen
- Eisernes Kreuz I. Klasse (1940)
- Kriegsverdienstkreuz mit Schwertern II. Klasse (1944)
- Verwundetenabzeichen in Schwarz (1943)

## Schriften
- Das neue Heer. Wehr und Wissen, Koblenz und Bonn 1979, ISBN 978-3-8033-0264-9.
- Das deutsche Heer heute. Mittler und Sohn Verlag, Hamburg 1978, ISBN 978-3-8132-0005-8.